# Cándido Casanueva
Cándido Casanueva y Gorjón (Pereña, 12 de diciembre de 1881-Madrid, 18 de agosto de 1947) fue un notario y político español, diputado a Cortes durante la Restauración y la Segunda República. Durante el segundo bienio republicano desempeñó el cargo de ministro de Justicia en un gobierno de Lerroux.

## Biografía
Nieto del terrateniente, notario y político salmantino Sebastián Gorjón y Sánchez, inició su carrera política como miembro del Partido Agrario con el que se presentó, obteniendo un escaño por Salamanca, a las elecciones de 1923, 1931 y 1933.[cita requerida] Posteriormente, y como miembro de la CEDA, volvió a obtener el mismo escaño en las elecciones de 1936.
Ocupó la cartera de ministro de Justicia entre el 6 de mayo y el 25 de septiembre de 1935 en el gobierno que presidió Alejandro Lerroux.
Tras la guerra civil española participó en las fracasadas conversaciones que los monárquicos partidarios de don Juan de Borbón mantuvieron a finales de 1944 con la ANFD para poner fin a la Dictadura del general Franco. Por esta causa fue detenido en la noche del 21 al 22 de diciembre por la policía franquista junto con otras personas que habían participado en las mismas, entre ellas el presidente de la ANFD, el republicano Régulo Martínez.
Una nieta suya, Magdalena Casanueva Camins, casó con el político español José María Gil-Robles y Gil-Delgado.
Un nieto suyo es el compositor Ricardo Llorca Casanueva